# Folles de joie
À ne pas confondre avec le film Pazza di gioia (1940).
Pour plus de détails, voir Fiche technique et Distribution.
Folles de joie (titre original : La pazza gioia) est un film franco-italien réalisé par Paolo Virzì, sorti en 2016. Il remporte six David dont le David di Donatello du meilleur film et le Ciak d'oro en 2017,,.

## Synopsis
Deux femmes aux caractères opposés se rencontrent dans le service ouvert de la villa Blondi, une institution psychiatrique située en Toscane. La première, Béatrice, est maniaque, vivant dans un entrain décalé et permanent. Soignée pour mégalomanie, elle est réellement issue de l'aristocratie. La seconde, Donatella, est mélancolique, affectée d'une tristesse suicidaire. Sortie de la misère de la prostitution, elle est internée pour tentative d'infanticide.
Béatrice profite d'une sortie pour entrainer Donatella dans une double quête, pour Béatrice celle de l'amour de sa vie, qui n'est en fait qu'un souteneur ayant par le passé profité de ses largesses et ruiné sa famille, et pour l'autre son fils qui a été placé dans une famille d'adoption.

## Fiche technique
- Titre français : Folles de joie
- Titre original : La pazza gioia
- Réalisation : Paolo Virzì
- Scénario : Paolo Virzì et Francesca Archibugi
- Photographie :  Vladan Radovic
- Montage :  Cecilia Zanuso
- Musique :  Carlo Virzì
- Direction artistique :  Tonino Zera
- Décors :  Benedetta Brentan
- Costumes :  Katia Dottori
- Casting : Elisabetta Boni, Dario Ceruti
- Producteur :  Marco Belardi
- Co-producgteurs : Philippe Gompel, Birgit Kemner, Paolo Virzì (non crédité)
- Sociétés de production :  Lotus Production, Motorino Amaranto, Manny Films, Rai Cinema, Elatos, Indéfilms 4
- Société de distribution :  01 Distribution (Italie), Strand Releasing (États-Unis), 01 Distribution (Italie), Bac Films (France)
- Pays de production :  Italie |  France
- Langue : Italien, anglais
- Format : Couleur — Codex ARRIRAW (2.8K)  — 2,35:1 — Son : Mono
- Genre : comédie dramatique
- Durée : 116 minutes (1 h 56)
- Dates de sortie :
  - France : 14 mai 2016 (Festival de Cannes) / Sortie nationale : 8 juin 2016
  - Italie : 17 mai 2016

## Distribution
- Valeria Bruni Tedeschi (VF : elle-même) : Beatrice Morandini Valdirana
- Micaela Ramazzotti (VF : Alice Taurand) : Donatella Morelli
- Valentina Carnelutti (VF : Ivana Coppola) : Fiamma Zappa
- Sergio Albelli (VF : Nicolas Dangoise) : Torrigiani des services sociaux
- Tommaso Ragno (VF : Mathieu Rivolier) : Giorgio Lorenzini
- Anna Galiena : Luciana Brogi Morelli
- Marisa Borini : Morandini Valdirana
- Marco Messeri : Floriano Morelli
- Elena Lietti : Annapaola
- Fabrizio Brandi (VF : Benoit Berthon) : Giancarlo
- Michele Crestacci (VF : Françoua Garrigues) : L'employé de banque
- Simone Lenzi (VF : Françoua Garrigues) : Le père adoptif d'Elia
- Graziano Salvadori (VF : Charles Uguen) : L'automobiliste

## Distinctions
- David di Donatello 2017 :
  - Meilleur film
  - Meilleur réalisateur pour Paolo Virzì
  - Meilleure actrice pour Valeria Bruni Tedeschi
  - Meilleur décorateur pour Tonino Zera
  - Meilleur coiffeur pour Daniela Tartari
- Festival international du film de Valladolid 2016 : Espiga de Oro

## Genèse
Revisite du thème d'un couple improbable fuyant la société qu'évoquait Thelma et Louise, le scénario original fait cependant quelques emprunts avoués à Vol au dessus d'un nid de coucou et plus encore à Un Tramway nommé désir.